# El-Qurn
El-Qurn, Al-Qurn, el-Korn o el-Qorn (àrab: القرن, al-Qurn, literalment ‘el Corn’, ‘la Banya’) és el punt més alt de la serralada de Tebes (Luxor). A l'antic Egipte se l'anomenava Ta Dehent, és a dir ‘el Cim’.
És situat a la riba oest del riu Nil, enfront de Tebes, entre la zona dels temples mortuoris dels faraons, a l'est, i la vall dels Reis, al nord. Queda just per sobre del complex de temples de Deir el-Bahari (a l'est), on destaca el temple d'Hatshepsut. La muntanya té una forma particular, ja que recorda una gran piràmide natural. La vall de les Reines (al sud) tampoc queda lluny (vegeu necròpoli tebana). La zona de la necròpoli i dels temples mortuoris de Sheikh Abd al-Gurnah deuen el nom a aquesta muntanya sagrada.
Alguns egiptòlegs creuen que la forma de la muntanya va ser decisiva per a l'elecció de la vall dels Reis per a enterrar-hi els faraons de la dinastia XVIII, de l'Imperi nou. Es desconeix exactament per quin motiu els reis van decidir emprar hipogeus en comptes de piràmides, però a partir de Tuthmosis I, o potser de la seva filla Hatshepsut, es van començar a enterrar en una vall sense cap altre símbol visible que el-Qurn, la muntanya que la corona. La teoria cobra força quan es compara amb l'elecció del lloc on construiria la seva nova capital el faraó Akhenaton, a l'actual Tell al-Amarna: va buscar una zona amb un horitzó clar, on els rajos del déu Aton banyessin les muntanyes i la va anomenar Akhet-Aton ('horitzó d'Aton'). El culte de la muntanya estava lligat a Hathor i a la dea serp Meretseger; la serp era una de les protectores tant de les tombes reials com dels treballadors que les construïren. Dalt de tot, quasi al cim de la muntanya, hi ha una formació rocosa amb l'aspecte d'una cobra alçada i preparada per a atacar.
La muntanya queda a uns tres-cents metres per sobre del nivell de la vall. L'excursió per a visitar-la es comença o bé des de la vall dels Reis o bé des del poble dels artesans i constructors de la vall, Deir el Medina (al sud). Es fa a peu i se segueix el camí que feien antigament els treballadors per anar a la feina. Dura entre una hora i una hora i mitja per trajecte, i no té gaire dificultat.

## Documentals
- Los Secretos del Valle de los Reyes, Col. "Los misterios de Egipto", David Lee, National Geographic, 2008.